# لودوفيك فرنك
لودوفيك فرنك هو ربان ‏ بلجيكي، ولد في 29 ديسمبر 1907، وتوفي في 15 سبتمبر 1988.

## وصلات خارجية
- لودوفيك فرنك على موقع أوليمبيديا (الإنجليزية)